# Nivernese

Bandiera del Nivernese

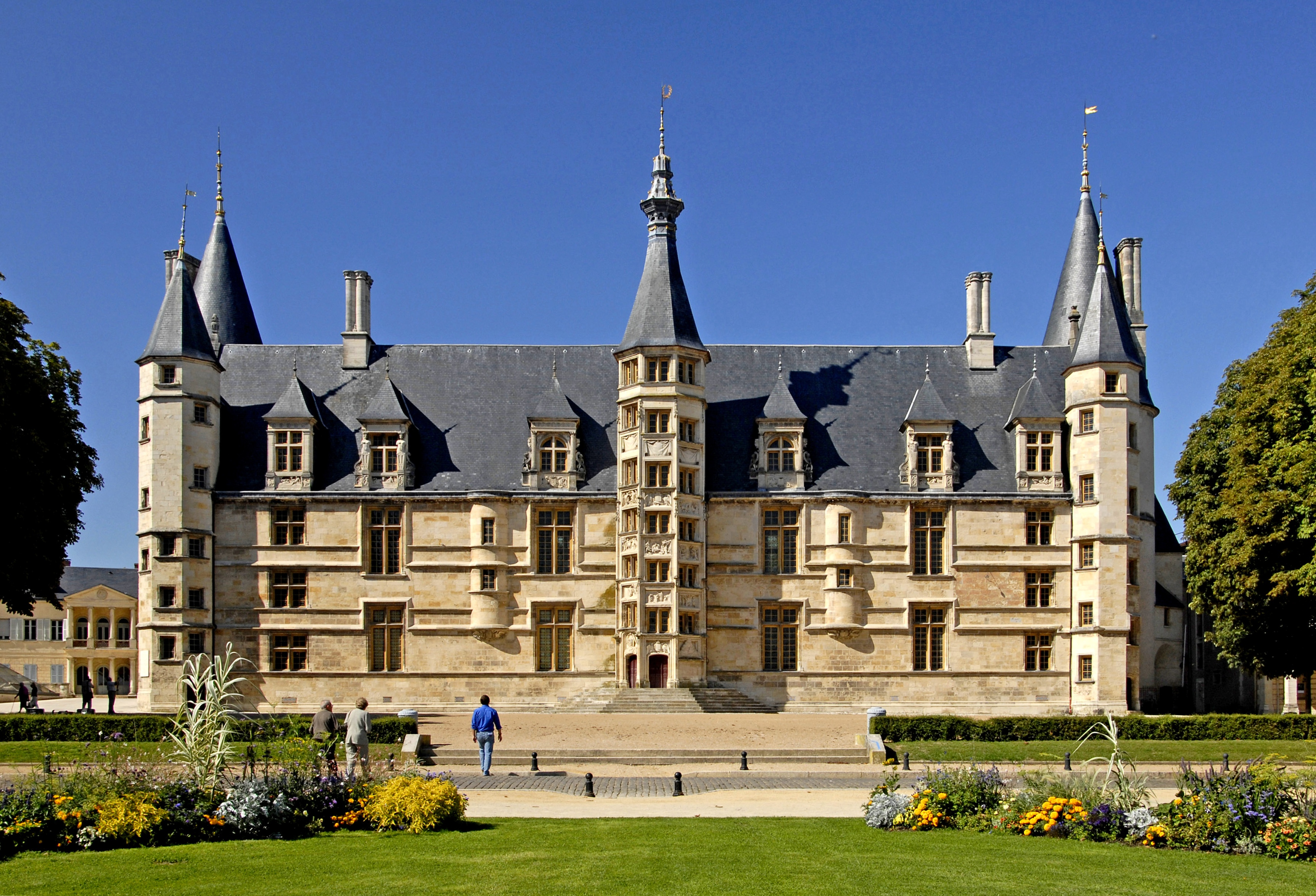
Palazzo ducale a Nevers

Il Nivernese (in francese Nivernais) era una delle antiche province francesi, grossomodo corrispondente all'attuale dipartimento della Nièvre.
Confinava a nord con l'Orleanese, a sud col Borbonese, a ovest col Berry e a est con la Borgogna. Le città principali erano Nevers (capoluogo), Pouilly, Cosne, Clamecy, Vézelay, Château-Chinon, Decize, Donzy.
Questo territorio fu donato da Ludovico il Pio a suo figlio Pipino I di Aquitania, divenendo una contea particolare alla fine del IX secolo.

## Amministrazione
- Amministrazione militare : il Nivernese era un gouvernement militaire.
- Amministrazione finanziaria : era suddiviso in quattro élection
  - le élection di Nevers e Château-Chinon facevano parte della généralité di Moulins;
  - l'élection di Clamecy faceva parte della généralité d'Orléans;
  - l'élection de La Charité faceva parte della généralité di Bourges.
- Amministrazione giudiziaria: il Nivernese era sotto la giurisdizione del parlamento di Parigi, ma la sua consuetudine giuridica era scritta. La chambre des comptes era stabilita al nome del duca di Nevers. La provincia aveva una zecca, che si faceva risalire a Carlo il Calvo. Il tribunale d'appello era chiamato i Grands-Jours: istituiti nel 1329 dal duca Luigi II, furono tre assise fino al 1563, anno in cui per editto reale furono ridotte a due.